# Нуар (коммуна)
Нуа́р (фр. Nouart) — коммуна во Франции, находится в регионе Шампань — Арденны. Департамент коммуны — Арденны. Входит в состав кантона Бюзанси. Округ коммуны — Вузье.
Код INSEE коммуны — 08326.
Коммуна расположена приблизительно в 210 км к востоку от Парижа, в 75 км северо-восточнее Шалон-ан-Шампани, в 45 км к юго-востоку от Шарлевиль-Мезьера.

## Население
Население коммуны на 2008 год составляло 144 человека.
| 1962 | 1968 | 1975 | 1982 | 1990 | 1999 | 2008 |
| ---- | ---- | ---- | ---- | ---- | ---- | ---- |
| 250  | 240  | 185  | 167  | 124  | 140  | 144  |

## Экономика

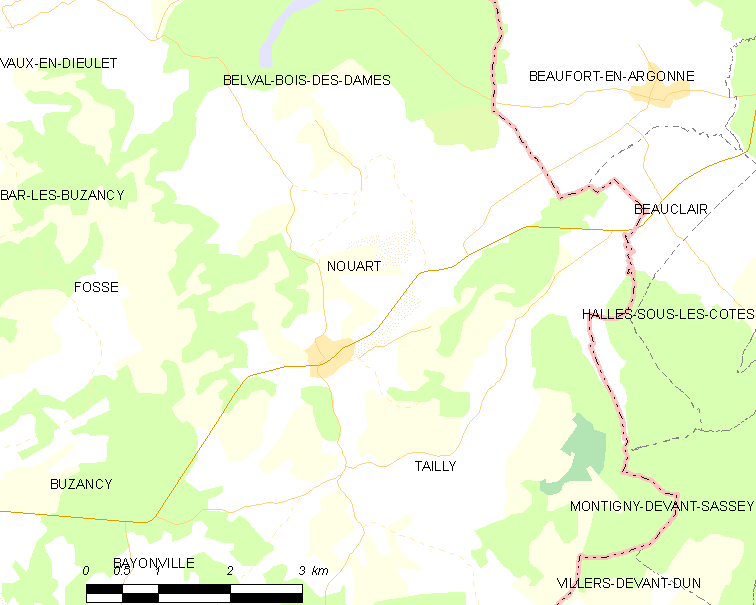
Карта коммуны

В 2007 году среди 81 человек в трудоспособном возрасте (15—64 лет) 49 были экономически активными, 32 — неактивными (показатель активности — 60,5 %, в 1999 году было 60,7 %). Из 49 активных работали 41 человек (26 мужчин и 15 женщин), безработных было 8 (6 мужчин и 2 женщины). Среди 32 неактивных 3 человека были учениками или студентами, 12 — пенсионерами, 17 были неактивными по другим причинам.

## Достопримечательности
- Доменная печь XIX века (закрыта). Памятник культурного наследия[3].